# Temnostoma jozankeanum
Temnostoma jozankeanum är en tvåvingeart som först beskrevs av Matsumura 1916.  Temnostoma jozankeanum ingår i släktet tigerblomflugor, och familjen blomflugor. Inga underarter finns listade i Catalogue of Life.